# Erkki Valla
Erkki Valla (Finlandia, 8 de septiembre de 1964) es un exfutbolista finlandés. Se desempeñaba en posición de defensa.

## Selección nacional
Fue internacional con la Selección de fútbol de Finlandia en dos ocasiones en 1988.

## Clubes
| Club         | País      | Año         |
| ------------ | --------- | ----------- |
| HJK Helsinki | Finlandia | 1983 - 1991 |

## Palmarés

### Campeonatos nacionales
| Título                        | Club         | País      | Año                 |
| ----------------------------- | ------------ | --------- | ------------------- |
| Primera División de Finlandia | HJK Helsinki | Finlandia | 1985 1987 1988 1990 |
| Copa de Finlandia             | HJK Helsinki | Finlandia | 1984                |